# Émalleville
Émalleville és un municipi francès situat al departament de l'Eure i a la regió de Normandia. L'any 2007 tenia 538 habitants.

## Demografia

### Població
El 2007 la població de fet d'Émalleville era de 538 persones. Hi havia 173 famílies, de les quals 16 eren unipersonals (12 homes vivint sols i 4 dones vivint soles), 44 parelles sense fills, 105 parelles amb fills i 8 famílies monoparentals amb fills.
La població ha evolucionat segons el següent gràfic:
Habitants censats

### Habitatges
El 2007 hi havia 180 habitatges, 175 eren l'habitatge principal de la família, 1 era una segona residència i 4 estaven desocupats. Tots els 180 habitatges eren cases. Dels 175 habitatges principals, 159 estaven ocupats pels seus propietaris, 15 estaven llogats i ocupats pels llogaters i 1 estava cedit a títol gratuït; 1 tenia dues cambres, 4 en tenien tres, 33 en tenien quatre i 137 en tenien cinc o més. 147 habitatges disposaven pel capbaix d'una plaça de pàrquing. A 51 habitatges hi havia un automòbil i a 120 n'hi havia dos o més.

### Piràmide de població
La piràmide de població per edats i sexe el 2009 era:
| Homes | Edats   | Dones |
| ----- | ------- | ----- |
| 0     | 95 o +  | 0     |
| 0     | 90 a 94 | 0     |
| 0     | 85 a 89 | 0     |
| 0     | 80 a 84 | 0     |
| 0     | 75 a 79 | 0     |
| 8     | 70 a 74 | 0     |
| 8     | 65 a 69 | 16    |
| 4     | 60 a 64 | 8     |
| 8     | 55 a 59 | 8     |
| 12    | 50 a 54 | 16    |
| 28    | 45 a 49 | 20    |
| 24    | 40 a 44 | 16    |
| 28    | 35 a 39 | 32    |
| 12    | 30 a 34 | 16    |
| 12    | 25 a 29 | 8     |
| 16    | 20 a 24 | 4     |
| 24    | 15 a 19 | 16    |
| 16    | 10 a 14 | 16    |
| 20    | 5 a 9   | 28    |
| 20    | 0 a 4   | 12    |

## Economia
El 2007 la població en edat de treballar era de 368 persones, 288 eren actives i 80 eren inactives. De les 288 persones actives 267 estaven ocupades (141 homes i 126 dones) i 21 estaven aturades (12 homes i 9 dones). De les 80 persones inactives 25 estaven jubilades, 34 estaven estudiant i 21 estaven classificades com a «altres inactius».

### Ingressos
El 2009 a Émalleville hi havia 173 unitats fiscals que integraven 547 persones, la mediana anual d'ingressos fiscals per persona era de 20.039 €.

### Activitats econòmiques
Dels 13 establiments que hi havia el 2007, 1 era d'una empresa de fabricació d'altres productes industrials, 5 d'empreses de construcció, 1 d'una empresa de comerç i reparació d'automòbils, 2 d'empreses de transport, 1 d'una empresa d'hostatgeria i restauració, 1 d'una empresa de serveis, 1 d'una entitat de l'administració pública i 1 d'una empresa classificada com a «altres activitats de serveis».
Dels 4 establiments de servei als particulars que hi havia el 2009, 1 era un paleta, 2 fusteries i 1 electricista.
L'únic establiment comercial que hi havia el 2009 era una botiga de menys de 120 m².
L'any 2000 a Émalleville hi havia 4 explotacions agrícoles.

## Equipaments sanitaris i escolars
El 2009 hi havia una escola maternal integrada dins d'un grup escolar amb les comunes properes formant una escola dispersa.

## Poblacions més properes
El següent diagrama mostra les poblacions més properes.